# Scottie Reynolds
Scott Michael Reynolds, detto Scottie (Huntsville, 10 ottobre 1987), è un cestista statunitense.

## Carriera
Con gli Stati Uniti ha disputato i Giochi panamericani di Rio de Janeiro 2007.

## Palmarès
- McDonald's All-American Game (2006)
- BIG EAST Rookie of the Year (2007)
- NCAA AP All-America First Team (2010)